# Харевщина
Харевщина — деревня в Янегском сельском поселении Лодейнопольского района Ленинградской области.

## История
Деревня Харевшина упоминается на плане западной части Лодейнопольского уезда 1818 года.

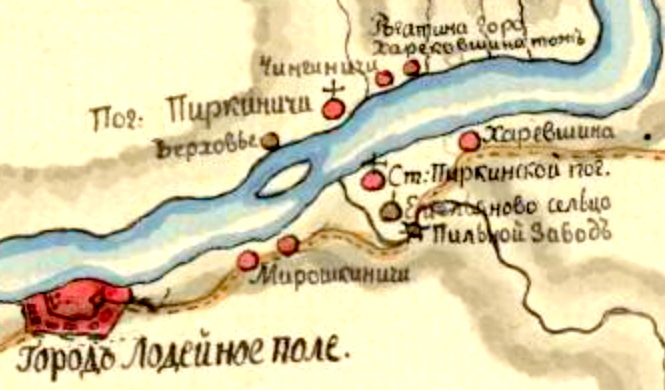
Деревня Харевщина на плане уезда 1818 года

Деревня Харевщина упоминается на карте Ф. Ф. Шуберта 1844 года.

ХАРЕВЩИНА — деревня при реке Свири, число дворов — 15, число жителей: 45 м. п., 33 ж. п.  (1879 год)

ХАРЕВЩИНА — деревня на реке Свири, население крестьянское: домов — 28, семей — 29, мужчин — 76, женщин — 79, всего — 155;
 некрестьянское: домов — 2, семей — 1, мужчин — 1, женщин — 1; лошадей — 21, коров — 37, прочего — 54. (1905 год)

В конце XIX — начале XX века деревня административно относилась к Мирошкинской волости 1-го стана Лодейнопольского уезда Олонецкой губернии.
С 1917 по 1921 год деревня входила в состав Пиркинского сельсовета Морошкинской волости Лодейнопольского уезда Олонецкой губернии.
С 1922 года в составе Луначарской волости Ленинградской губернии.
С 1927 года в составе Лодейнопольского района. В 1927 году население деревни составляло 191 человек.

Деревня Харевщина на карте 1932 года

Согласно карте Ленинградской области Северо-западного аэрогеодезического треста ГГУ издания 1932 года деревня насчитывала 18 крестьянских дворов.
По данным 1933 года деревня Харевщина входила в состав Пиркинского сельсовета Лодейнопольского района.
С 1 сентября 1941 года по 31 мая 1944 года деревня находилась в финской оккупации.
С 1951 года в составе Тененского сельсовета.
С 1960 года в составе Свирьстроевского поссовета.
С 1963 года в подчинении Подпорожского горсовета.
С 1965 года в составе Первомайского сельсовета Лодейнопольского района. В 1965 году население деревни составляло 45 человек.
По данным 1966, 1973 и 1990 годов деревня Харевщина также входила в состав Первомайского сельсовета.
В 1997 году в деревне Харевщина Янегской волости проживали 172 человека, в 2002 году — 160 человек (русские — 91 %).
В 2007 году в деревне Харевщина Янегского СП проживали 170 человек, в 2010 году — 105 человек.

## География
Деревня расположена в северо-восточной части района на автодороге А215 (Лодейное Поле — Вытегра — Брин-Наволок).
Расстояние до административного центра поселения — 2 км.
Расстояние до ближайшей железнодорожной станции Янега — 1,5 км.
К западу от деревни протекает река Янега, к северу — река Свирь.

## Демография
| 1879 | 1905 | 1927 | 1965 | 1997 | 2007 | 2010 |
| ---- | ---- | ---- | ---- | ---- | ---- | ---- |
| 78   | ↗157 | ↗191 | ↘45  | ↗172 | ↘170 | ↘105 |
| 2014 | 2017 |      |      |      |      |      |
| ↗164 | ↘156 |      |      |      |      |      |

### Национальный состав
Согласно данным Всероссийской переписи населения 2021 года в деревне проживал 91 человек, из них:
 русские — 78, таджики — 4, арабы — 1, белорусы — 1, молдаване — 1, татары — 1, узбеки — 1, украинцы — 1, остальные национальность не указали.

## Улицы
Лесная, Молодёжная, тер. Пиркиничи, Свирская, тер. Урочище Харевщина.